# Eleccions legislatives lituanes de 2024
Les eleccions legislatives lituanes de 2024 es van celebrar el 13 d'octubre en primera ronda i el 27 d'octubre en segona ronda.

## Antecedents
Com que cap partit o coalició electoral va aconseguir la majoria absoluta es va formar un govern de coalició. El 15 d'octubre, quatre dies després de la primera volta, els líders de la Unió Patriòtica - Democristians Lituans, el Moviment Liberal i el Partit de la Llibertat formar un govern de coalició encapçalat com a primera ministra per Ingrida Šimonytė, que va prendre possessió del càrrec el 25 de novembre de 2020. És la segona dona que ocupa el càrrec, després de Kazimira Prunskienė.

## Sistema electoral
Els 141 membres del Seimas s'escullen en 71 circumscripcions uninominals mitjançant el sistema de dues voltes, i els 70 restants en una única circumscripció nacional mitjançant la representació proporcional.

## Resultats
| Eleccions al Seimas de 2024 | Eleccions al Seimas de 2024               | Eleccions al Seimas de 2024 | Eleccions al Seimas de 2024 | Eleccions al Seimas de 2024 | Eleccions al Seimas de 2024 | Eleccions al Seimas de 2024 | Eleccions al Seimas de 2024 | Eleccions al Seimas de 2024 | Eleccions al Seimas de 2024 | Eleccions al Seimas de 2024 | Eleccions al Seimas de 2024 | Eleccions al Seimas de 2024 | Eleccions al Seimas de 2024 |
| Partit                      | Partit                                    | Districte nacional          | Districte nacional          | Districte nacional          | Districtes uninominals      | Districtes uninominals      | Districtes uninominals      | Districtes uninominals      | Districtes uninominals      | Districtes uninominals      | Total                       | +/–                         | Govern                      |
| Partit                      | Partit                                    | Districte nacional          | Districte nacional          | Districte nacional          | Primera volta               | Primera volta               | Primera volta               | Segunda volta               | Segunda volta               | Segunda volta               | Total                       | +/–                         | Govern                      |
| Partit                      | Partit                                    | Vots                        | %                           | Esc.                        | Vots                        | %                           | Esc.                        | Vots                        | %                           | Esc.                        | Total                       | +/–                         | Govern                      |
| --------------------------- | ----------------------------------------- | --------------------------- | --------------------------- | --------------------------- | --------------------------- | --------------------------- | --------------------------- | --------------------------- | --------------------------- | --------------------------- | --------------------------- | --------------------------- | --------------------------- |
|                             | Partit Socialdemòcrata de Lituània        | 240.503                     | 19.70                       | 18                          | 225,638                     | 18.84                       | 2                           | 290,418                     | 34.25                       | 32                          | 52 / 141                    | 39                          | Coalició                    |
|                             | Unió Patriòtica - Democristians Lituans   | 224,026                     | 18.35                       | 17                          | 231,394                     | 19.32                       | 1                           | 211,958                     | 25.00                       | 10                          | 28 / 141                    | 22                          | Oposició                    |
|                             | Alba de Nemunas                           | 186,305                     | 15.26                       | 14                          | 129,641                     | 10.82                       | 1                           | 77,507                      | 9.14                        | 5                           | 20 / 141                    | N/D                         | Coalició                    |
|                             | Unió de Demòcrates "Per Lituània"         | 114,792                     | 9.40                        | 8                           | 105,330                     | 8.79                        | 0                           | 64,013                      | 7.55                        | 6                           | 14 / 141                    | N/D                         | Coalició                    |
|                             | Moviment dels Liberals                    | 95,868                      | 7.85                        | 7                           | 108,493                     | 9.06                        | 1                           | 56,447                      | 6.66                        | 4                           | 12 / 141                    | 1                           | Oposició                    |
|                             | Unió Lituana d'Agricultors i Verds        | 87,374                      | 7.16                        | 6                           | 115,083                     | 9.61                        | 0                           | 53,264                      | 6.28                        | 2                           | 8 / 141                     | 24                          | Oposició                    |
|                             | Partit de la Llibertat                    | 56,379                      | 4.62                        | 0                           | 54,356                      | 4.54                        | 0                           | 21,539                      | 2.54                        | 0                           | 0 / 141                     | 11                          | Extraparlamentari           |
|                             | Acció Electoral dels Polonesos a Lituània | 48,288                      | 3.96                        | 0                           | 51,057                      | 4.26                        | 2                           | 19,042                      | 2.25                        | 1                           | 3 / 141                     | =                           | Oposició                    |
|                             | Aliança Nacional                          | 35,726                      | 2.93                        | 0                           | 24,080                      | 2.01                        | 0                           | 7,860                       | 0.93                        | 1                           | 1 / 141                     | ▲1                          | Oposició                    |
|                             | Partit del Treball                        | 27,362                      | 2.24                        | 0                           | 16,055                      | 1.34                        | 0                           | N/D                         | N/D                         | N/D                         | 0 / 141                     | 10                          | Extraparlamentari           |
|                             | Partit de les Regions de Lituània         | 23,547                      | 1.93                        | 0                           | 40,008                      | 3.34                        | 0                           | 17,253                      | 2.03                        | 0                           | 0 / 141                     | 3                           | Extraparlamentari           |
|                             | Partit Verd Lituà                         | 21,002                      | 1.72                        | 0                           | 22,182                      | 1.85                        | 0                           | N/D                         | N/D                         | N/D                         | 0 / 141                     | 1                           | Extraparlamentari           |
|                             | Unió del Poble i la Justícia              | 17,218                      | 1.41                        | 0                           | 21,914                      | 1.83                        | 0                           | N/D                         | N/D                         | N/D                         | 0 / 141                     | =                           | Extraparlamentari           |
|                             | Llibertat i Justícia                      | 9,367                       | 0.77                        | 0                           | 10,484                      | 0.88                        | 0                           | 11,531                      | 1.36                        | 1                           | 1 / 141                     | =                           | Oposició                    |
| Independents                | Independents                              | –                           | –                           | –                           | 26,044                      | 2,17                        | 1                           | 17,025                      | 2,01                        | 1                           | 2 / 141                     | 2                           | Oposició                    |
| Total                       | Total                                     | 1,220,570                   | 100                         | 70                          | 1,197,729                   | 100                         | 8                           | 47,857                      | 100                         | 63                          | 141                         | ±0                          |                             |
| Vots vàlids                 | Vots vàlids                               | 1,220,570                   | 98.07                       | -                           | 1,197,729                   | 96.28                       | -                           | 847,857                     | 96.39                       | Participació: 41,46 / 100   | Participació: 41,46 / 100   | Participació: 41,46 / 100   | Participació: 41,46 / 100   |
| Vots invàlids/en blanc      | Vots invàlids/en blanc                    | 24,047                      | 1.93                        | -                           | 46,321                      | 3.72                        | -                           | 31,745                      | 3.61                        | Participació: 41,46 / 100   | Participació: 41,46 / 100   | Participació: 41,46 / 100   | Participació: 41,46 / 100   |
| Total                       | Total                                     | 1,244,617                   | 100.00                      | -                           | 1,244,050                   | 100.00                      | -                           | 879,602                     | 100.00                      | Participació: 41,46 / 100   | Participació: 41,46 / 100   | Participació: 41,46 / 100   | Participació: 41,46 / 100   |

## Conseqüències
Després de la segona volta de les eleccions, diversos partits van perdre tots els seus escons al Seimas, inclosos el Partit Laborista i el Partit de les Regions de Lituània. D'altra banda, el Partit Socialdemòcrata de Lituània (LSDP) va guanyar 52 escons, el seu millor resultat, i va guanyar circumscripcions uninominals a Kaunas per primera vegada des de 1992.
L'endemà de la segona volta de les eleccions, Gabrielius Landsbergis va anunciar la seva renúncia com a líder de la Unió Patriòtica - Democristians Lituans i com a membre de la propera Seimas, i Radvilė Morkūnaitė-Mikulėnienė es va convertir en la líder interina del partit. el 3 de novembre, Aušrinė Armonaitė va anunciar la seva dimissió com a líder del Partit de la Llibertat després que aquest no va aconseguir cap escó. El 6 de novembre, Jonas Pinskus del Partit de les Regions de Lituània també va dimitir.
El 12 de desembre de 2024 el socialdemòcrata Gintautas Paluckas fou nomenat primer ministre de Lituània, al capdavant d'un govern de coalició del LSDP, Unió de Demòcrates "Per Lituània" i Alba de Nemunas.